# EMD SD70ACe
SD70ACe ist die Herstellerbezeichnung für eine Reihe dieselelektrischer Güterzuglokomotiven, die seit 2003 als Teil der SD-Serie von General Motors Electro-Motive Division (EMD), ab 2005 Electro-Motive Diesel, gebaut wird. Mehr als 2000 Exemplare wurden bereits produziert.

## Geschichte
Weil das Modell SD70MAC die durch die Environmental Protection Agency (EPA) für den 1. Januar 2005 beschlossene Abgasnorm Tier II nicht erfüllte, entwickelte General Motors Electro-Motive Division (EMD) in den frühen 2000er Jahren das Modell SD70ACe als Pendant zur ebenfalls mit Wechselstromfahrmotoren ausgestatteten Reihe ES44AC des Herstellers GE Transportation Systems (GETS). Parallel bot EMD die Gleichstromvariante SD70M-2 an.
Ein als GM70 bezeichneter Prototyp der Reihe SD70ACe verließ, gefolgt von drei weiteren Prototypen, im April 2003 das Werk. Die Serienfertigung begann im April 2004 mit einer von CSX Transportation (CSXT) aufgegebenen Bestellung, ab 2005 kamen weitere Käufer hinzu. In den nächsten Jahren wurden größere Stückzahlen an die BNSF Railway (BNSF), Ferrocarril Mexicano (FXE), die Kansas City Southern Railway (KCS), die Norfolk Southern Railway (NS) und die Union Pacific Railroad (UP) verkauft.
Neben verschiedenen Exportversionen der Reihe SD70ACe baute EMD versuchsweise das Modell SD70ACe-P6 mit einem eigenen Wechselrichter für jeden Fahrmotor und das Modell SD70ACe-P4 mit der seltenen Achsfolge (Bo1)(1Bo) in Anlehnung an die von GE hergestellte Reihe ES44C4 mit der Achsfolge (A1A)(A1A).
Weil die Zweitaktdieselmotoren des Typs 16-710G3C-T2 mit dem Inkrafttreten der Abgasnorm Tier IV am 1. Januar 2015 nicht mehr verwendet werden konnten, endete die reguläre Produktion der Reihe SD70ACe für den US-amerikanischen Markt im Dezember 2014 und mit letzten Lieferungen an Kansas City Southern de México (KCSM) sowie FXE im Mai 2015 auch für ausländische Kunden. Seitdem darf das Tier-III-Modell nur noch im Rahmen sogenannter Tier 4 credits als SD70ACe-T4C in den Vereinigten Staaten verkauft werden, wovon bisher die UP sowie die NS Gebrauch machten. Während die bis Dezember 2018 an die UP gelieferten Fahrzeuge der ursprünglichen Ausführung der Reihe SD70ACe entsprechen, besitzen die ab November 2018 hergestellten Fahrzeuge der NS wie die früheren Versuchslokomotiven der Reihe SD70ACe-P6 einen eigenen Wechselrichter für jeden Fahrmotor und tragen deshalb die Bezeichnung SD70IAC, wobei „IAC“ für Individual Axle Control steht.
Um nicht vom mächtigen Konkurrenten GE verdrängt zu werden, musste EMD dringend ein attraktives Nachfolgemodell entwickeln. Im Oktober 2015 stellte der Hersteller auf der Eisenbahnmesse Railway Interchange in Minneapolis das Tier-IV-konforme Modell SD70ACe-T4 vor. Dieses ist zwar in der Bezeichnung und im äußeren Erscheinungsbild an das Vorgängermodell SD70ACe angelehnt, weist jedoch konstruktive Unterschiede wie einen Viertaktdieselmotor des Typs 12-1010J aus der Motorenreihe 1010 und neue Drehgestelle auf.

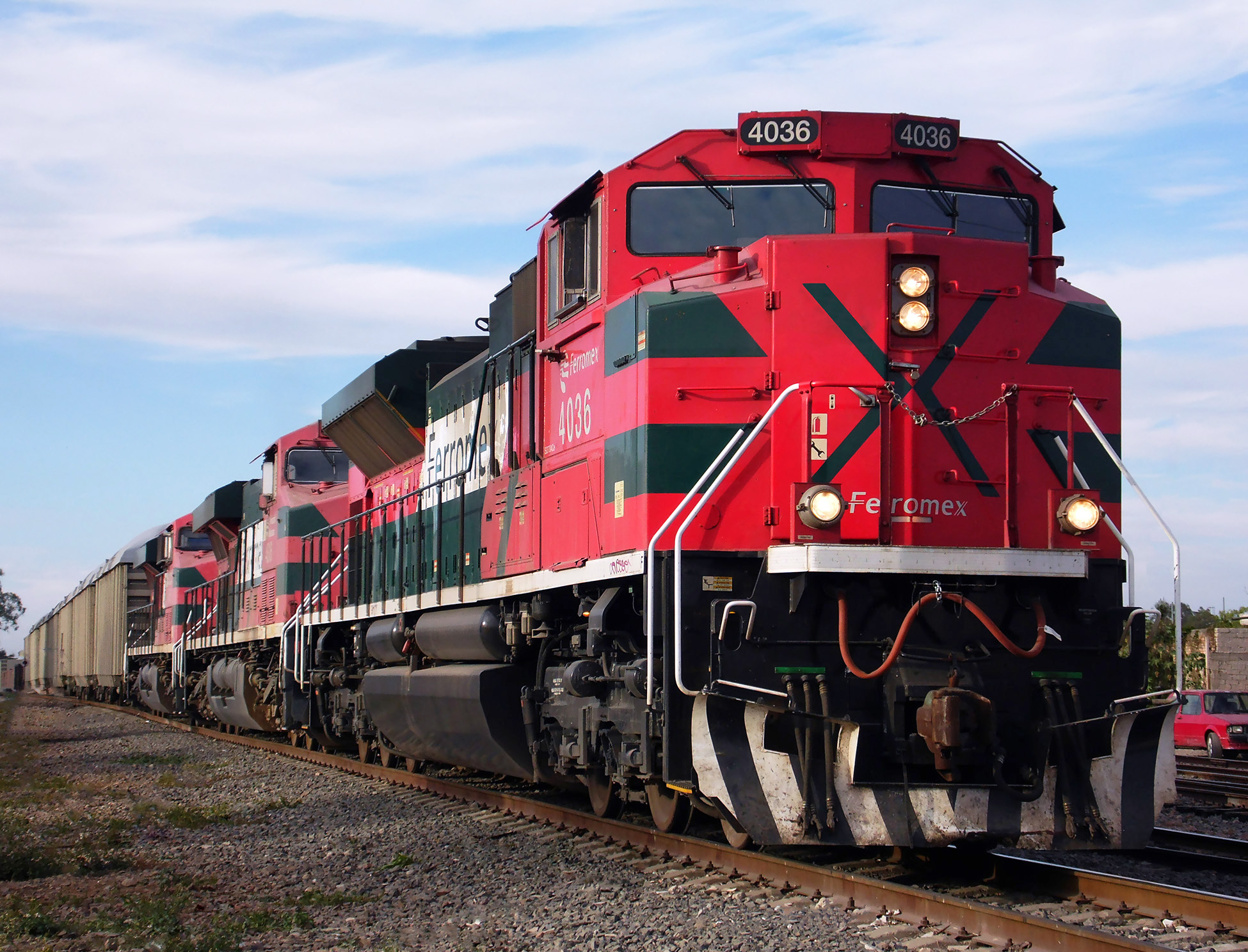
FXE 4036 in Tepic (Februar 2013)
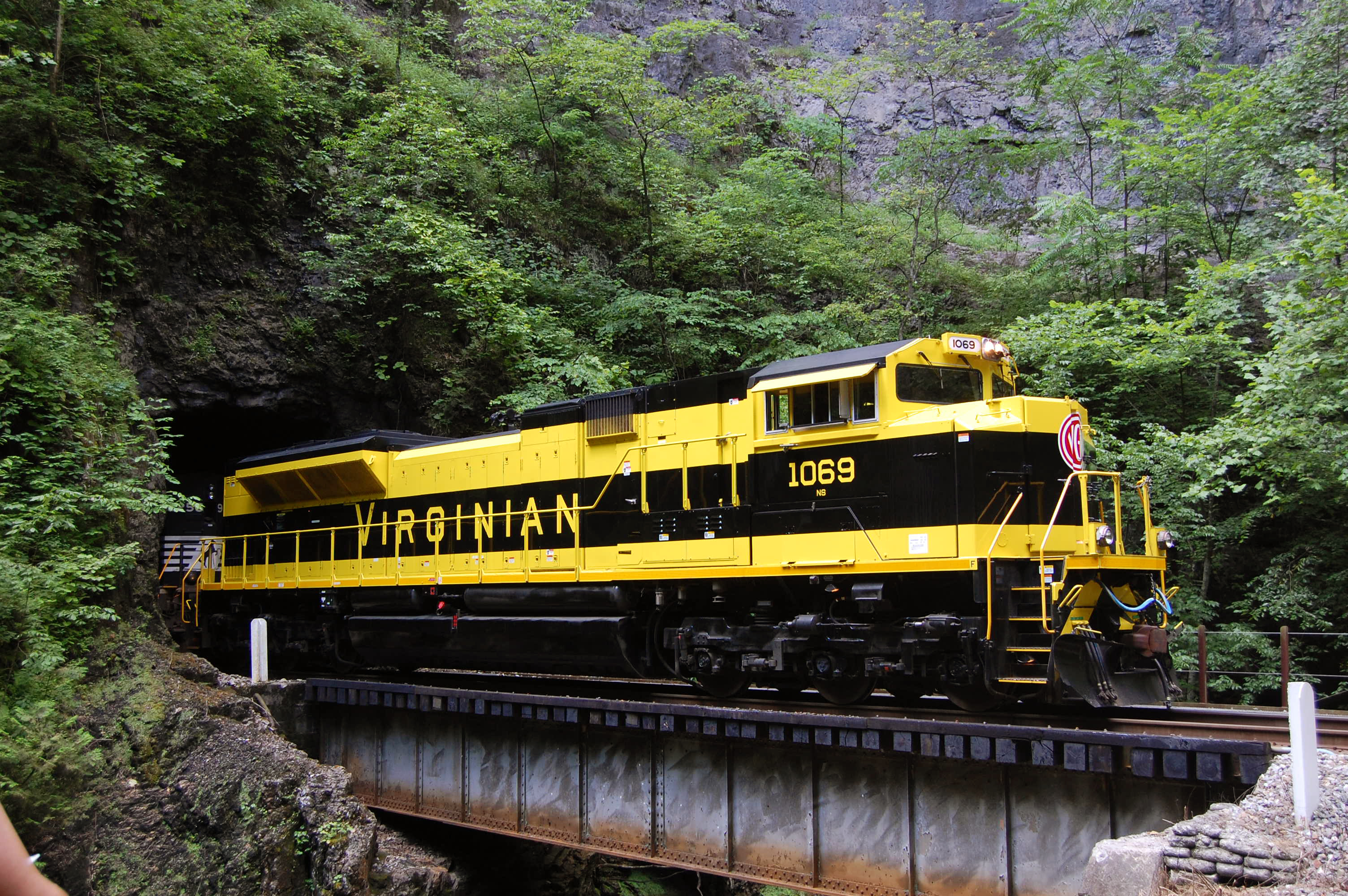
NS 1069 mit historischer Lackierung (Juli 2013)
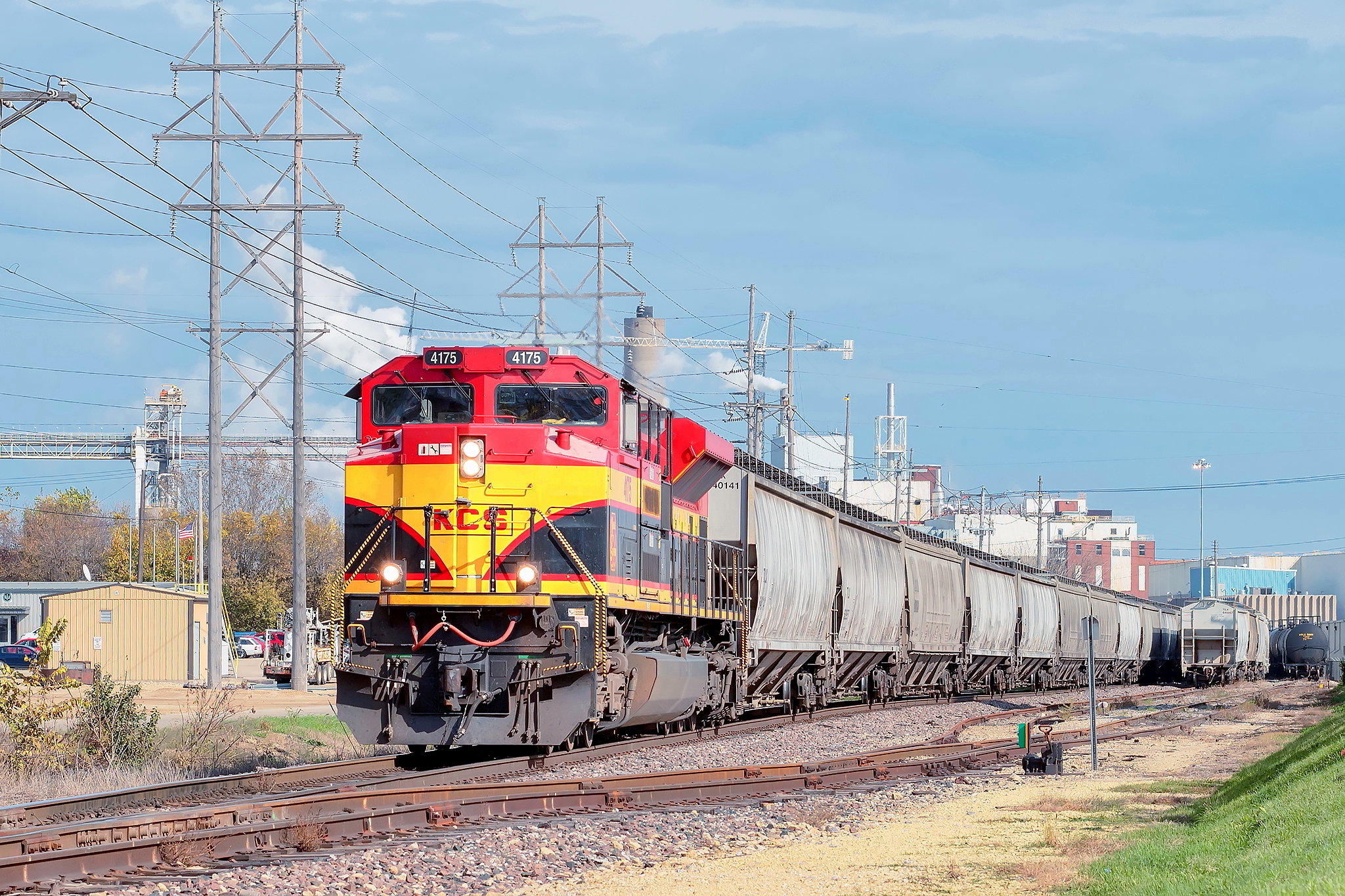
KCS 4175 (Oktober 2016)
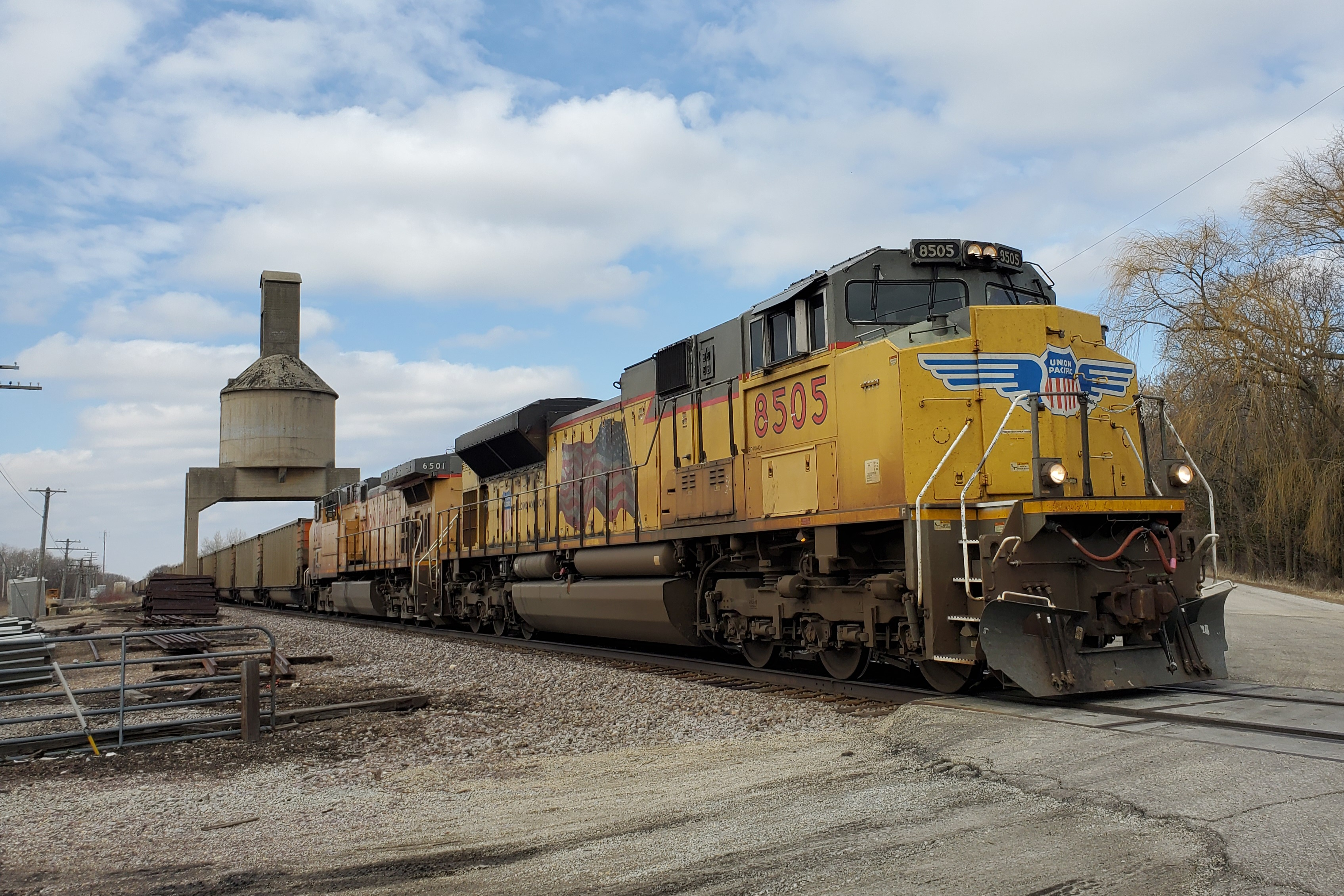
UP 8505 in Clyman (März 2020)

## Technische Beschreibung
Der Hauptrahmen, welcher den Vorbau, den Führerstand und die Aufbauten des Maschinenraums trägt, stützt sich auf zwei dreiachsige selbstlenkende Drehgestelle mit Schraubenfedern als Primär- und Gummifedern als Sekundärfederung. Drehzapfen dienen zur Übertragung der horizontalen Kräfte auf den Hauptrahmen. Die Dienstmasse der Lokomotive liegt bei 185,1 t, woraus sich eine mittlere Achslast von 30,8 t ergibt.
Der Vorbau beinhaltet neben einer Personaltoilette und elektrischer Hilfsausrüstung zwei von außen befüllbare Sandkästen für die pneumatisch betriebene Sandstreueinrichtung. An beiden Enden des Fahrzeugs ist eine durch Geländer geschützte Plattform vorhanden. Hinter dem Führerstand ist der größte Teil der elektrischen Ausrüstung untergebracht. Die Batteriekästen befinden sich auf der rechten Seite außerhalb des Maschinenraums. In der Mitte des Fahrzeugs ist die aus Dieselmotor und Hauptgenerator bestehende Antriebsanlage angeordnet. Der Dieselmotor des Typs EMD 16-710G3C-T2 mit 186,0 l Hubraum ist ein wassergekühlter Sechzehnzylinder-V-Motor mit Abgasturbolader, arbeitet nach dem Zweitaktprinzip und liefert bei einer Drehzahl von 904 min−1 eine Leistung von 3210 kW. Der vom Dieselmotor angetriebene Wechselstrom-Hauptgenerator GM TA17 versorgt die sechs Tatzlager-Wechselstromfahrmotoren des Typs GM A3432. Das Übersetzungsverhältnis zwischen Fahrmotor und Radsatz beträgt 1 : 4,12, die resultierende Höchstgeschwindigkeit 113 km/h und die Anfahrzugkraft 850 kN. Ein kleinerer Wechselstromgenerator des Modells GM CA7A dient als Erregermaschine des Hauptgenerators und der Hilfsgenerator GM A8589 zur Versorgung des Bordnetzes. Hinter der Antriebsanlage folgt die Kühlanlage des Dieselmotors und dahinter ein letzter kurzer Aufbau mit den Bremswiderständen. Zwischen den Drehgestellen befindet sich der Kraftstofftank mit einem Fassungsvermögen von 18 500 l, über dem auf der rechten Seite die beiden Hauptluftbehälter angeordnet sind.
Eine indirekt wirkende Druckluftbremse dient als Zugbremse, eine direkt wirkende Druckluft-Zusatzbremse als Lokomotivbremse und eine Handbremse zur Sicherung im Stand. Die pneumatische Bremsausrüstung stammt von Westinghouse. Die Fahrzeuge verfügen zudem über eine Widerstandsbremse sowie eine Mehrfachtraktionssteuerung und eine Funkfernsteuerung.

## Lieferliste
| Eigentümer                                                             | Nummerierung                               | Anzahl |
| ---------------------------------------------------------------------- | ------------------------------------------ | ------ |
| ArcelorMittal                                                          | 9001–9005                                  | 0005   |
| BHP Billiton                                                           | 4324–4333                                  | 0010   |
| BNSF Railway                                                           | 8400–8499, 8520–8599, 8750–8799, 8990–9399 | 0690   |
| CSX Transportation                                                     | 4831–4850                                  | 0020   |
| General Motors Electro-Motive Division (ab 2005 Electro-Motive Diesel) | GM70–GM73, 2012, 4223, 1201–1210           | 0016   |
| Ferrocarril Mexicano                                                   | 4015–4096, 4100–4133                       | 0116   |
| Kansas City Southern Railway                                           | 4000–4059, 4100–4199                       | 0160   |
| Kansas City Southern de México                                         | 4200–4224                                  | 0025   |
| Montana Rail Link                                                      | 4300–4315, 4400–4408                       | 0025   |
| Norfolk Southern Railway                                               | 1000–1174                                  | 0175   |
| Quebec North Shore and Labrador Railway                                | 501–523                                    | 0023   |
| Union Pacific Railroad                                                 | 8309–9104, 8521–8523 (Zweitbelegung)       | 0799   |
| gesamt:                                                                | gesamt:                                    | 2064   |
| Quellen: (Stand: 2018)                                                 |                                            |        |